# Signo de división
El signo de división ( ÷ ) es un símbolo formado por una línea horizontal con un punto arriba y otro punto abajo, utilizado para indicar división matemática. Este uso, aunque está muy extendido en algunos países, no es universal y el símbolo tiene un significado distinto en otros países. Su uso para denotar división no se recomienda en la norma ISO 80000-2 para notación matemática.

## En matemáticas
El óbelo, un glifo histórico que consiste en una línea horizontal con (o sin) uno o más puntos, se utilizó por primera vez como símbolo de división en 1659, en el libro de álgebra Teutsche Algebra de Johann Rahn, aunque escritores anteriores habían utilizado el mismo símbolo para la resta. Algunos casi contemporáneos creían que John Pell, quien editó el libro, pudo haber sido el responsable de usar este símbolo. Otros símbolos para la división son la barra diagonal /, los dos puntos : y la barra de fracción (la barra horizontal en una fracción vertical). La norma ISO 80000-2 para notación matemática recomienda la barra / para división y los dos puntos : para proporciones; añadiendo que el signo ÷ «no debe usarse» para la división.
En Italia, Polonia y Rusia, el signo ÷ se utilizaba a veces para indicar una gama de valores y en los países escandinavos se utilizaba como signo de negación. 
El mismo símbolo se ha utilizado para representar la resta en el noreste de Europa: el Consorcio Unicode ha asignado un punto de código separado (U+2052 ⁒ signo menos comercial) para este uso.

## En informática

### Codificación
El símbolo se asignó al punto de código 0xF7 en ISO 8859-1, como «signo de división». Esta codificación se transfirió a Unicode como U+00F7. En HTML, se puede codificar como ÷, &#xF7; (en el nivel HTML 3.2) o como &#247; .

### Escribir en teclado
En Microsoft Windows, este signo de división se produce con Alt+0247 (o 246 sin cero) en el teclado numérico, o presionando Alt Gr+⇧ Mayús++ cuando se utiliza una distribución de teclado adecuada. En Mac OS y macOS se produce con ⌥ Opción+/.
En sistemas basados en UNIX que usan Screen o X con una tecla de Composición activada, se puede producir componiendo : (dos puntos) y - (guion menos). También se puede producir utilizando su punto de código Unicode (F7), con Control+⇧ Mayús+u f+7+Espacio   .
En LaTeX, el signo de división se obtiene mediante el comando \div .
En ChromeOS (con configuración de teclado internacional/extendido), el signo de división se obtiene presionando AltGr+⇧ Mayús++. De lo contrario, se pueden utilizar métodos de estilo Unix.